# Ясмин (фильм)
«Ясмин» (араб. ياسمين‎, в международном прокате — англ. «Miss Yasmine», Египет, 1950) — чёрно-белый музыкальный фильм египетского режиссёра Анвара Вагди. Премьера состоялась 11 декабря 1950 года. В главной роли дебютировала актриса, певица и танцовщица Фейруз.

## Сюжет
Появившаяся на свет в богатой семье девочка по имени Ясмин оказывается подброшенной на порог приюта для сирот, так как её отец был против рождения дочерей. По прошествии нескольких лет она убегает из сиротского дома и примыкает к уличной банде беспризорников и карманников. К этому времени отец Ясмин умирает. На улице девочка встречает безработного музыканта Вахида, которой обнаруживает, что Ясмин — единственная внучка своего очень богатого и давно её разыскивающего дедушки, и помогает девочке найти родной дом и вернуться в семью.

## В ролях
- Анвар Вагди — Вахид
- Фейруз — Ясмин
- Мадиха Юсри — мать Ясмин
- Мухамед эль-Диб
- Заки Ростом
- Азиз Халил
- Зейнат Сидки
- Хамид Заки
- Шафик Нуреддин